# Trésor gaulois de Laniscat
Le trésor gaulois de Laniscat est un ensemble de 545 pièces de monnaie gauloises découvert en 2007 au sein du site archéologique de Rosquelfen, dans la commune française de Laniscat, en Bretagne. Le dépôt date du Ier siècle avant notre ère, juste avant les troubles liés à la conquête romaine de la Gaule. Les pièces en électrum (alliage d'or, d'argent et de cuivre) ont été frappées par le peuple gaulois des Osismes.
Il s'agit du plus important trésor monétaire découvert en Armorique.

## Contexte de la découverte
En préalable à la transformation de la route nationale 164 en voie express, l'État a prescrit des sondages archéologiques sur le tracé retenu. Les éléments trouvés à proximité du village de Rosquelfen (Laniscat) ont amené l'Institut national de recherches archéologiques préventives (INRAP) à procéder à des fouilles archéologiques. Celles-ci mènent à la découverte d'une importante exploitation agricole de l'âge du fer protégée par un enclos.
C'est au printemps de l'année 2007  que les archéologues découvrent au sein de l'enclos le trésor monétaire composé de 545 pièces d'électrum.

## Site de Rosquelfen
Le site de Rosquelfen comprend un grand établissement agricole dont l'implantation remonte au IIIe siècle avant notre ère et perdure jusqu'à la conquête romaine. Le caractère ostentatoire de cette exploitation agricole entourée d'un talus doublé d'un fossé semble indiquer qu'un notable en est à l'origine. L'ouvrage de plan quadrangulaire couvre 7 500 m2.
L'enclos comprend six entrées fermées par un porche. La cour intérieure comprend une zone palissadée pour parquer des animaux de trait ou d'élevage et les habitations construites sur poteaux le long des talus. Peu spacieuses, elles comprenaient un foyer central et un toit de chaume. Une partie de l'enclos est réservée au traitement et au stockage des céréales dans de petits greniers surélevés.
Lors de la conquête romaine, la ferme est profondément modifiée : l'enclos gallo-romain ne couvre que 1 850 m2 de l'enclos précédent, mais possède un imposant fossé taluté défensif. En pleine romanisation de l'Armorique, le site semble abandonné au cours du Ier siècle de notre ère.

## Trésor monétaire
Probablement juste avant la conquête romaine de la Gaule, le trésor est enfoui au sein de l'enclos gaulois. Les 545 monnaies d'électrum ont été éparpillées sur environ 200 m2 du fait du passage répété des charrues.
Le trésor de Laniscat se compose de 58 statères et de 487 quarts de statères. Toutes ces monnaies ont été frappées au marteau par le pouvoir osisme, certaines pièces prenant la forme d'une coupelle. Il compte des monnaies rares et des variantes inédites : on relève ainsi la présence de statères du type de Carantec jusqu'ici connus à seulement six exemplaires. Ces monnaies portent à l'avers une tête humaine à gauche, chevelure disposée en grosses mèches. Un double cordon perlé entoure la chevelure et se termine à chaque extrémité par une petite tête coupée ; devant la face, un sanglier. Au revers, un homme monte un cheval non androcéphale. Il brandit de la main droite une lance et tient un bouclier de l'autre main ; devant le cheval, un motif floral ; sous le cheval, un sanglier enseigne.
La composition chimique des pièces, un alliage composé d'or et d'argent avec une forte proportion de cuivre, confirme la datation des années 75-50 avant notre ère.

## Conséquences de la découverte
Ce trésor monétaire, du fait qu'il a été découvert dans son environnement archéologique et qu'il représente une fortune considérable pour l'époque, renseigne sur le statut du site et de ses occupants.
Il permet également de reconsidérer le rôle et l'importance des Osismes dans la péninsule armoricaine, probablement plus puissants que ce que l'on pensait jusqu'à présent.
Du fait de sa localisation en bordure de la cité des Osismes, il permet en outre d'en préciser la frontière orientale.